# 圣于连达尔帕翁
圣于连达尔帕翁（法語：Saint-Julien-d'Arpaon，法語發音：[sɛ̃ ʒyljɛ̃ daʁpaɔ̃]）是法国洛泽尔省的一个市镇，属于弗洛拉克区。2016年，圣于连达尔帕翁与市镇圣洛朗德特雷沃合并为新市镇康和塞文。

## 地名
法语人名“Julien”在日常人名译名以及《世界人名翻譯大辭典》、《法语姓名译名手册》等主流人名译名类书籍资料中译作“朱利安”，不过在《世界地名翻译大辞典》、《世界地名译名词典》和《法国地图册》等主流地名译名类书籍资料中译作“于连”。

## 地理
圣于连达尔帕翁（44°17'58"N, 3°39'57"E）面积20.72 平方千米，位于法国奧克西塔尼大區洛泽尔省，该省份为法国南部内陆省份，北起上盧瓦爾省和康塔爾省，西接阿韦龙省，南至加尔省，东临阿尔代什省。
与圣于连达尔帕翁接壤的市镇（或旧市镇、城区）包括：拉萨勒普吕内、勒蓬德蒙韦尔、卡萨尼亚、巴尔德塞文、圣洛朗德特雷沃、蓬德蒙韦尔-叙德蒙洛泽尔。
圣于连达尔帕翁的时区为UTC+01:00、UTC+02:00（夏令时）。

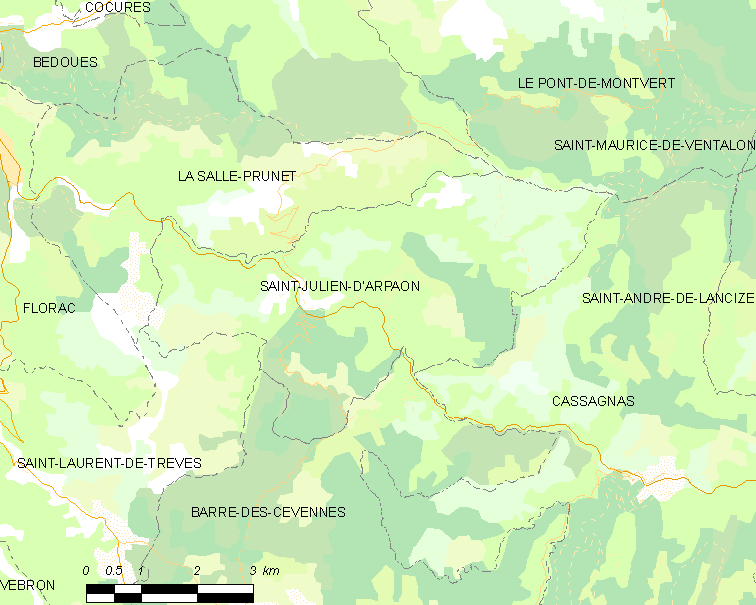
圣于连达尔帕翁的OSM定位图

## 行政
圣于连达尔帕翁的邮政编码为48400，INSEE市镇编码为48162。

## 政治
圣于连达尔帕翁所属的省级选区为勒科莱德代兹县。

## 人口

1962-2008年间圣于连达尔帕翁人口变化图示

圣于连达尔帕翁于2018年1月1日时的人口数量为92人。